# Oubaied Jemai
Oubaied Jemai (arabe : عبيد الجميعي), né le 6 février 1983 à Tunis, est un dramaturge, metteur en scène et acteur tunisien.

## Filmographie
- 2006 : Fleur d'oubli de Salma Baccar
- 2008 : Thalathoun de Fadhel Jaziri

## Télévision
- 2009 : Akfass bila touyour ou Cages sans oiseaux, feuilleton de Ezzeddine Harbaoui

## Théâtre
- 2010 :
  - Petites rêveries de Hassen Mouadhen
  - À vendre.. gratis (texte et mise en scène)
- 2016 : Le Passage (texte et mise en scène) avec Darine Boughzala, Fares Sboui et Ibrahim Salem

## Divers
- 2010 : Assistanat à la mise en scène du spectacle Hadhra 2010 de Fadhel Jaziri